# Viktor Hübl
Viktor Hübl (* 13. srpna 1978 Chomutov) je bývalý český profesionální hokejový útočník, naposledy hrající v prvoligovém celku Piráti Chomutov.
Svou extraligovou kariéru zahájil v roce 1998 v týmu HC Chemopetrol Litvínov, hrál postupně za HC Slavia Praha, znovu za Litvínov, 2005–2008 v HC Mountfield a od sezóny 2008/09 ve svém dnešním působišti.
V sezóně 2000/01 pravidelně nastupoval za českou reprezentaci.
V sezóně 2014/15 získal trofej nejproduktivnějšího hráče extraligy se ziskem 58 kanadských bodů. 3. února 2017 odehrál proti BK Mladá Boleslav svůj 1000. zápas v české extralize. V prosinci 2020 překonal hranici 786 kanadských bodů, čímž se stal nejproduktivnějším hráčem historie Extraligy. 21. listopadu 2021 v zápase proti Kometě Brno, vstřelil svůj jubilejní 400. gól v české extralize, stal se tak pátým hráčem, který vstřelil v české nebo československé nejvyšší soutěži 400 branek. 
V nejvyšší hokejové soutěži si litvínovský kapitán v neděli 12.12.2021 doma proti Liberci zapsal start číslo 1250, čímž vyrovnal historický rekord Petra Kadlece.  Dne 26. května 2022 odešel z Litvínova po 14 letech a ve stejný den podepsal smlouvu se svým mateřským hokejovým klubem Piráti Chomutov.
Dne 14. března 2025 oznámil spolu se svým dlouholetým spoluhráčem Františkem Lukešem konec hráčské kariéry, poté co Chomutov prohrál ve čtvrtfinále se Zlínem. Za poslední 3 sezony v Chomutově nasbíral 214 kanadských bodů.
Po konci kariéry se Hübl stal výkonným manažerem klubu Piráti Chomutov.

## Hráčská kariéra
- 1997/1998 KLH Chomutov (1. liga)
- 1998/1999 HC Litvínov, KLH Chomutov (1. liga)
- 1999/2000 HC Litvínov, KLH Chomutov (1. liga)
- 2000/2001 HC Slavia Praha
- 2001/2002 HC Slavia Praha
- 2002/2003 HC Litvínov
- 2003/2004 HC Litvínov
- 2004/2005 HC Litvínov
- 2005/2006 HC České Budějovice
- 2006/2007 HC České Budějovice
- 2007/2008 HC České Budějovice
- 2008/2009 HC Litvínov
- 2009/2010 HC Benzina Litvínov
- 2010/2011 HC Benzina Litvínov
- 2011/2012 HC Verva Litvínov
- 2012/2013 HC Verva Litvínov
- 2013/2014 HC Verva Litvínov
- 2014/2015 HC Verva Litvínov Mistr české extraligy
- 2015/2016 HC Verva Litvínov
- 2016/2017 HC Verva Litvínov
- 2017/2018 HC Verva Litvínov
- 2018/2019 HC Verva Litvínov
- 2019/2020 HC Verva Litvínov –
- 2020/2021 HC Verva Litvínov –
- 2021/2022 HC Verva Litvínov –
- 2022/2023 Piráti Chomutov (2. liga) –
- 2023/2024 Piráti Chomutov (2. liga) –
- 2024/2025 Piráti Chomutov (1. liga) –